# Pungu maclareni
Pungu є монотиповим
родом риб родини цихлові, складається лише з виду Pungu maclareni (Trewavas 1962) 